# Хавелко, Марек
Марек Хавелко (пол. Marek Hawełko; 10 августа 1959) — польский шахматист, международный мастер (1984).
Чемпион Польши (1986). Участник двух шахматных Олимпиад (1986—1988) в составе национальной сборной.

## Изменения рейтинга
| Графики недоступны из-за технических проблем. См. информацию на Фабрикаторе и на mediawiki.org. |